# Monhystera droebachiensis
Monhystera droebachiensis är en rundmaskart som beskrevs av Allgen 1931. Monhystera droebachiensis ingår i släktet Monhystera och familjen Monhysteridae. Inga underarter finns listade i Catalogue of Life.